# Hydroxid chromitý
Hydroxid chromitý je sloučenina chromu se vzorcem Cr(OH)3, jde o zelenou pevnou látku. Má polymerní strukturu s neurčitou strukturou a nízkou rozpustností. Je amfoterní, rozpouští se v zásadách i kyselinách:
Cr(OH)3 + OH− → CrO -
2  + 2 H2O
Cr(OH)3 + 3 H2O + 3 H+ → [Cr(H2O)6]3+
Používá se jako pigment, mořidlo a katalyzátor organických reakcí.
Vyrábí se přidáním roztoku hydroxidu amonného k roztoku chromité soli:
CrCl3 + NH4OH → Cr(OH)3 + NH4Cl
Minerály skládající se z Cr(OH)3 nejsou známy. Jsou však popsány tři přírodní polymorfní formy oxidu-hydroxidu chromitého, CrO(OH): bracewellit, grimaldiit a guyanait.